# Apanteles asavari
Apanteles asavari är en stekelart som beskrevs av Sathe 1989. Apanteles asavari ingår i släktet Apanteles och familjen bracksteklar. Inga underarter finns listade i Catalogue of Life.